# 夜に駆ける YOASOBI小説集
『夜に駆ける YOASOBI小説集』（よるにかける よあそびしょうせつしゅう）は、日本の音楽ユニット・YOASOBIの楽曲の原作小説を収録した短編小説集。2020年9月18日に双葉社から発売された。

## 解説
YOASOBIの『夜に駆ける』、『あの夢をなぞって』、『たぶん』、『アンコール』の4つの楽曲の原作小説を収録した短編小説集である。原作小説の他に、YOASOBIのAyaseとikuraの特別インタビューも収録されている。
通常版と3種類の初回限定特装版で販売され、初回限定特装版は『夜に駆ける』、『あの夢をなぞって』、『たぶん』のミュージックビデオのイラストレーターが、それぞれ1種類ずつカバーイラストを描き下ろしている。また、購入者特典として、ikuraによる『夜に駆ける』の原作小説である『タナトスの誘惑』の朗読動画が視聴出来るQRコードが、通常版と初回限定特装版共に付属している。
2021年9月16日に文庫版が発売され、文庫版限定で『ハルジオン』の原作小説である「それでも、ハッピーエンド」と、単行本版の初回限定特装版と限定版電子書籍のカバーとして描き下ろされた『夜に駆ける』、『あの夢をなぞって』、『たぶん』、『アンコール』のイメージイラストが追加収録された。

## 収録内容
第一章　夜に駆ける：星野舞夜 「タナトスの誘惑／夜に溶ける」
第二章　あの夢をなぞって：いしき蒼太 「夢の雫と星の花」
第三章　たぶん：しなの 「たぶん」
第四章　アンコール：水上下波 「世界の終わりと、さよならのうた」
特別収録　ハルジオン：橋爪駿輝 「それでも、ハッピーエンド」（文庫版のみ収録）
YOASOBI　Ayase × ikura　特別インタビュー：小説が音楽になるまで